# Orkhon, Bulgan
Orkhon (tiếng Mông Cổ: Орхон) là một sum của tỉnh Bulgan ở miền bắc Mông Cổ. Vào năm 2009, dân số của sum là 3.012 người.

## Địa lý
Sum có diện tích khoảng 4.100 km2. Trung tâm sum, Mandal, nằm cách tỉnh lỵ Bulgan 96 km và thủ đô Ulaanbaatar 216 km. Khu căn cứ cũ của Quân đội Liên Xô nằm cách Mandal 6 km về phía tây nam.

### Khí hậu
Orkhon có khí hậu cận Bắc Cực. Nhiệt độ trung bình hàng năm ở khu vực này là 3 °C. Tháng ấm nhất là tháng 7, khi nhiệt độ trung bình là 24 °C và lạnh nhất là tháng 1, với -20 °C. Lượng mưa trung bình hàng năm là 467 mm. Tháng nhiều mưa nhất là tháng 6, với lượng mưa trung bình 105 mm và khô nhất là tháng 1, với lượng mưa 1 mm.

## Kinh tế
Sum có một trường học, bệnh viện và khu dịch vụ.